# Konstancjusz z Lyonu
Konstancjusz z Lyonu (zm. ok. 480 n.e.) był duchownym z dzisiejszej Owernii we współczesnej Francji, który napisał Vita Germani, hagiografię Germana z Auxerre. Dzieło to powstało w drugiej połowie V wieku na zlecenie biskupa Lyonu Patiensa.
Konstancjusz był przyjacielem biskupa Lupusa z Troyes i Sydoniusza Apolinarego, z którymi korespondował, a kilka listów od nich znajduje się w jego opublikowanym zbiorze listów.